# Libertad (khu tự quản của Anzoátegui)
Libertad là một khu tự quản thuộc bang Anzoátegui, Venezuela. Thủ phủ của khu tự quản Libertad đóng tại San Mateo. Khự tự quản Libertad có diện tích 2043 km2, dân số theo điều tra dân số ngày 21 tháng 10 năm 2001 là 12905 người.